# WM Entertainment
WM Entertainment (Hangul: WM 엔터테인먼트) – południowokoreańska agencja rozrywkowazałożone przez byłego piosenkarza Lee Won-mina (ur. jako Kim Jung-soo) w 2008 roku.
Firma pierwotnie mieściła się w jednopiętrowym budynku zlokalizowanym w Bangbae-dong w dzielnicy Seocho. W sierpniu 2014 roku Lee Won-min kupił sześciopiętrowy budynek zlokalizowany w Mangwon-dong w dzielnicy Mapo, Daemyung Tower Building, za 4,33 miliarda wonów, który pełni funkcję obecnej siedziby WM Entertainment.
WM Entertainment zarządza takimi zespołami jak B1A4, Oh My Girl i ONF.
7 kwietnia 2021 roku ogłoszono, że 70% udziałów WM Entertainment zostało wykupionych przez RBW – agencję takich zespołów jak Mamamoo, Oneus i Purple Kiss. WM Entertainment została połączona z RBW jako spółka zależna.

## Artyści

### Zespoły
- B1A4
- Oh My Girl
- ONF

### Soliści
- Sandeul
- YooA
- Lee Chae-yeon

### Aktorzy
- Binnie
- Seunghee
- YooA

### Byli artyści
- Taegoon
- H-Eugene
- Ahn Jin-kyung
- JinE (Oh My Girl)
- B1A4
  - Jinyoung (2011–2018)
  - Baro (2011–2018)
- I (właśc. Cha Yoon-ji)
- ONF
  - Laun (2017–2019)